# خانه تقی بابا
خانه تقی بابا مربوط به دوره پهلوی دوم است و در دزفول، محله قلعه واقع شده و این اثر در تاریخ ۱۷ اسفند ۱۳۸۱ با شمارهٔ ثبت ۷۵۷۷ به‌عنوان یکی از آثار ملی ایران به ثبت رسیده است.